# 巴森托河
巴森托河位于意大利南部，发源于波坦察以西的亚平宁山脉，最终在贝纳尔达注入伊奥尼亚海塔兰托湾。